# Курочка самоанська
Курочка самоанська (Gallinula pacifica) — вид журавлеподібних птахів родини пастушкових (Rallidae).

## Поширення
Вид є ендеміком острова Саваї (Самоа). Відомий за трьома зразками та яйцем, зібраним між 1869 і 1873 роками. У 1984 році було два можливі спостереження у високогірному лісі на захід від гори Еліетога, а у 2003 році можливе спостереження двох особин на висоті 990 м на горі Сілісілі.

## Опис
Невеликий птах, завдовжки близько 25 см. Оперення на голові, шиї та грудях темно-блакитне, що контрастує з повністю чорним крупом і хвостом. Верх темно-оливковий із зеленуватим блиском. Дзьоб і лобовий щит від жовтуватого до помаранчево-червоного. Очі і ноги червоні.

## Спосіб життя
Він обмежений первинними гірськими лісами і, швидше за все, харчується безхребетними, включаючи комах. Може рити або жити в норах. Описано одне гніздо: воно було знайдене на землі, побудоване з кількох гілок і трохи трави та містило два яйця. У птаха надзвичайно великі очі, тому він може вести нічний спосіб життя.